# البیاضیه، اعزاز
البیاضیه (به عربی: البیاضیة) یک روستا در سوریه است که در ناحیه اخترین واقع شده‌است. البیاضیه ۶۲۷ نفر جمعیت دارد.